# Nain de jardin voyageur
Vous pouvez aider à l'améliorer ou bien discuter des problèmes sur sa page de discussion.
- Il ne cite pas suffisamment ses sources. Vous pouvez indiquer les passages à sourcer avec {{référence nécessaire}} ou {{Référence souhaitée}}, et inclure les références utiles en les liant aux notes de bas de page. (Marqué depuis mars 2015)
- Certaines informations devraient être mieux reliées aux sources mentionnées dans la bibliographie ou les liens externes. Améliorez sa vérifiabilité en les associant par des références. (Marqué depuis mars 2015)

- Archive Wikiwix
- Bing
- Cairn
- DuckDuckGo
- E. Universalis
- Gallica
- Google
- G. Books
- G. News
- G. Scholar
- Persée
- Qwant
- (zh) Baidu
- (ru) Yandex
- (wd) trouver des œuvres sur Wikidata

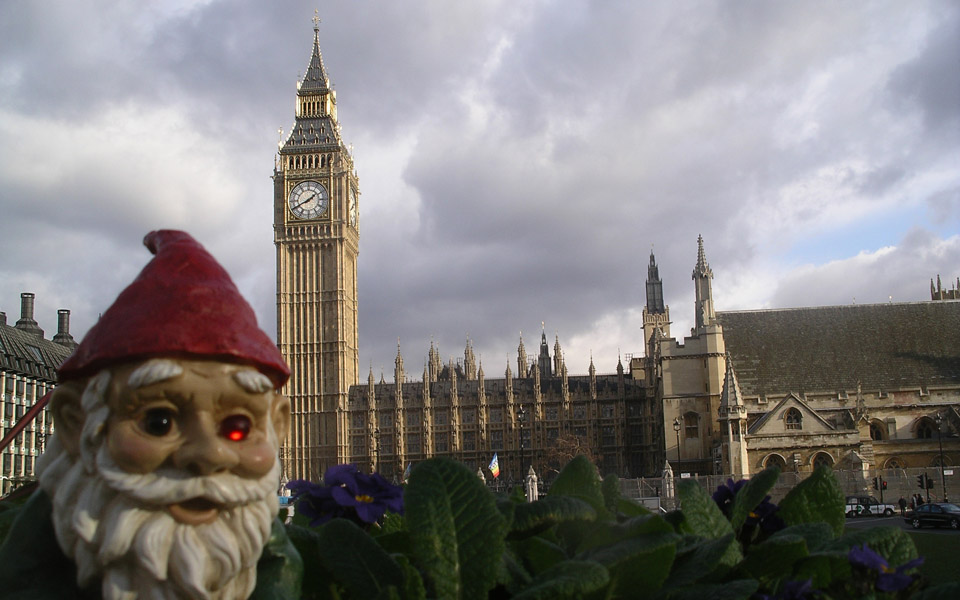
Nain de jardin devant Big Ben à Londres.

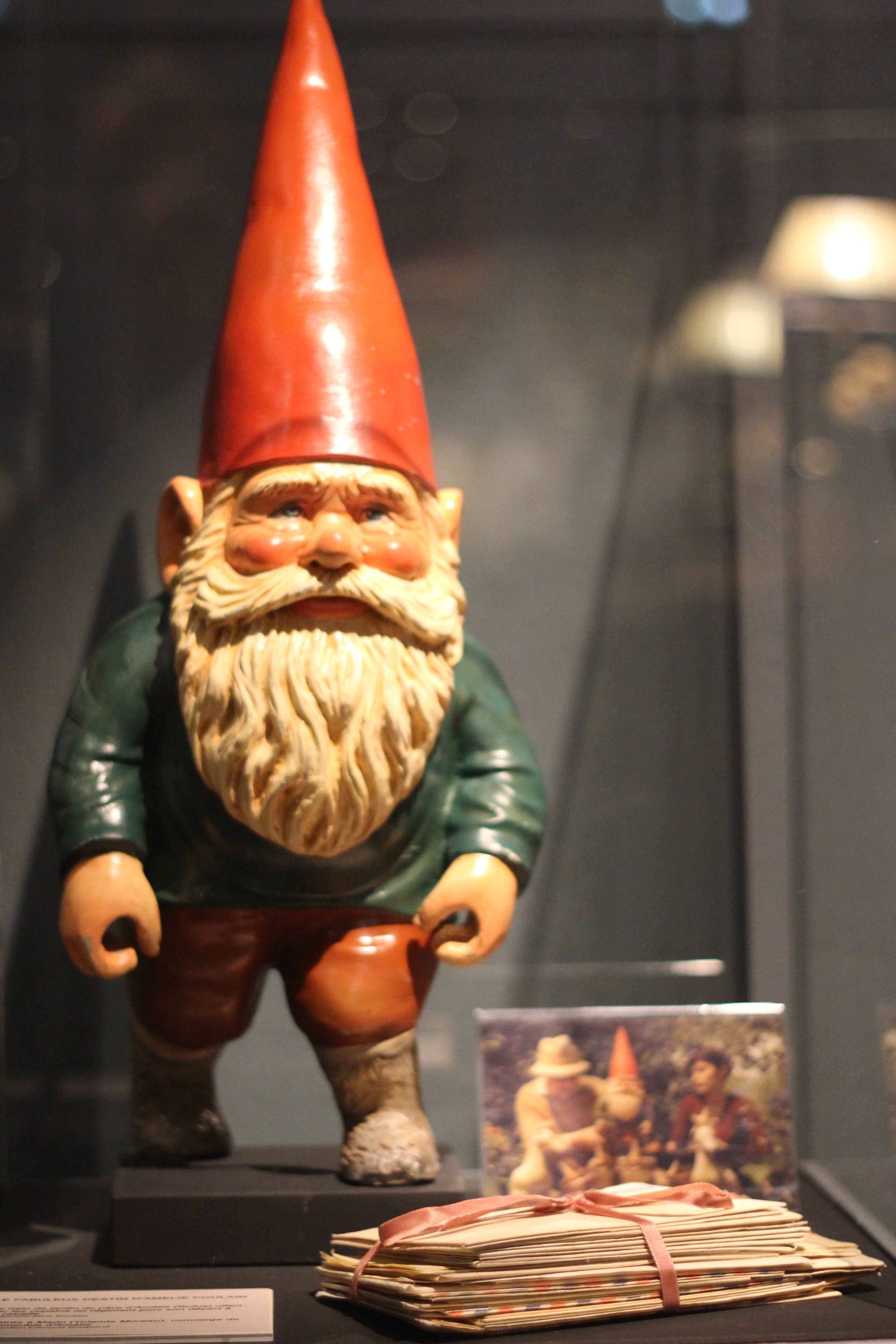
Le nain de jardin voyageur du film Le Fabuleux Destin d'Amélie Poulain.

Le voyage d'un nain de jardin est un gag ayant pour but de « rendre la liberté » à un nain de jardin ou simplement de harceler la victime dans un but humoristique ou de méchanceté. Il implique de voler un nain de jardin, de le photographier en divers endroits, devant des monuments célèbres par exemple, afin d'envoyer les clichés au propriétaire du nain, qui ne peut rien faire, bien que le ravisseur soit en constante correspondance avec lui. Évidemment, le ravisseur évite généralement de laisser une adresse de retour ou de signer la lettre qui peut accompagner les photos, à moins de connaître la victime ou d'être à l'étranger avec le nain, hors d'atteinte de la victime. Il peut également signer d'un nom commun, d'un surnom, ou d'un simple prénom ne permettant pas de l'identifier. Communiquer avec la victime par son nom et lui parler de sa vie personnelle s'avère parfois amusant puisque la victime peut alors soupçonner tous les gens de son entourage. Les photos sont généralement envoyées individuellement, pour signifier les derniers déplacements du nain, et de son ravisseur. Le vol de nains de jardin est une activité illégale. La victime peut porter plainte contre le ravisseur et celui-ci peut être condamné pour vol et harcèlement.
Exemples
- Dans le film Le Fabuleux Destin d'Amélie Poulain (2001), le père de l'héroïne fait l'objet d'un canular au nain de jardin voyageur et reçoit à plusieurs reprises des photos de son nain disparu, prises dans différents lieux du monde. Cette mise en scène a inspiré nombre de personnes dans la réalité.
- En 2010-2011, une représentation d'un manchot stylisé en plastique mise en décoration pour les fêtes de Noël dans une rue de Céret, commune des Pyrénées-Orientales, est volée. Ses « ravisseurs » envoient ensuite à la mairie des photos du manchot, appelé Pingu, voyageant un peu partout en France. Cette farce fait l'objet de plusieurs articles de presse (où Pingu est improprement désigné comme un pingouin)[2],[3].